# Chlum (Volary)
Chlum (německy Humwald) je malá vesnice, část města Volary v okrese Prachatice v Jihočeském kraji. Nachází se asi pět kilometrů jižně od Volar. Prochází zde silnice I/39. Chlum leží v katastrálním území Chlum u Volar o rozloze 7,92 km². Chlum leží i v katastrálním území Horní Sněžná o rozloze 7,79 km².

## Historie
První písemná zmínka o vesnici pochází z roku 1687. V roce 1843 zde stálo 42 domů a žilo 358 obyvatel. Ve vsi bývala škola. V letech 1938 až 1945 byl v důsledku uzavření Mnichovské dohody přičleněn k nacistickému Německu.

## Obyvatelstvo
| Rok            | 1869 | 1880  | 1890  | 1900 | 1910 | 1921  | 1930 | 1950 | 1961 | 1970 | 1980 | 1991 | 2001 | 2011 | 2021 |
| -------------- | ---- | ----- | ----- | ---- | ---- | ----- | ---- | ---- | ---- | ---- | ---- | ---- | ---- | ---- | ---- |
| Počet obyvatel | 868  | 1 086 | 1 088 | 938  | 942  | 1 009 | 978  | 193  | 210  | 144  | 58   | 38   | 22   | 32   | 20   |
| Počet domů     | 119  | 151   | 150   | 153  | 160  | 162   | 180  | 179  | 33   | 24   | 17   | 14   | 29   | 33   | 29   |

## Obecní správa
Při sčítání lidu v letech 1850–1879 Chlum byl osadou obce Záhvozdí v okrese Prachatice. V letech 1880–1963 byl samostatnou obcí v okrese Prachatice. Od roku 1964 je částí města Volary v okrese Prachatice.

## Pamětihodnosti
- Přírodní památka Vltavský luh
- Kaple se zvoničkou v blízosti domu čp. 79
- Výklenková kaplička u odbočky k domu čp. 59